# عليش دخل الجيش (فلم)
عليش دخل الجيش فيلم مصري من إنتاج سنة 1989 ضم هذا الفيلم مجموعة من الأسماء المعروفة في تاريخ السينما المصرية. وهو أول فيلم يخرجه يوسف إبراهيم

## قصة الفيلم
يطمع عباس في ثروة زوجته حميدة، يقف عليش وأخوته أمام جشع زوج أمهم عباس، ويخطط عباس لإبعاد عليش لكى يستولى على الثروة، فيبلغ إدارة التجنيد لاستدعائه لأداء الخدمة العسكرية، عباس على علاقته بشربات صاحبة المقهى، تعرف حميدة هذه العلاقة، شربات تهدد عباس وتطالبه بديونه، يفشل عباس في سرقة مصاغ حميدة، يقتل عباس شربات وخادمتها ويهرب، تطلب إيمان فتاة السيرك من عليش أن يعود للبلدة، يفاجأة عباس بأن الخادمة لم تمت وتتعرف عليه، يتفق عليش مع إيمان على الزواج.

## الممثلين
- يونس شلبي (عليش)
- سعاد نصر (امان)
- محمود القلعاوي (عباس)
- نعيمة الصغير (ام عليش)
- محمد سعد (مقدم السرك)
- فتحى عمران
- نوال هاشم
- خالد مصطفى
- حلمى شفيق
- جليلة محمود
- محاسن الحلو

## معلومات عن الفيلم
- الإخراج : يوسف إبراهيم.
- التاليف : صموئيل توفيق (سيناريو وحوار).
- يسرى غريب (قصة).
- محمد الحموي (سيناريو وحوار).

## روابط خارجية
- مقالات تستعمل روابط فنية بلا صلة مع ويكي بيانات